# Xã Moreland, Quận Scott, Missouri
Xã Moreland (tiếng Anh: Moreland Township) là một xã thuộc quận Scott, tiểu bang Missouri, Hoa Kỳ. Năm 2010, dân số của xã này là 3.486 người.